# Іванюк Анастасія Миколаївна
Анастасія Миколаївна Іванюк  (нар. 4 грудня 1998, Київ) — українська акторка театру і кіно.

## Життєпис
Анастасія Іванюк народилася у Києві в 1998 році. 
У 2020 році закінчила Київський національний університет театру, кіно і телебачення ім. І. К. Карпенка-Карого, курс народного артиста України О.М. Шаварського.
Є акторкою Київського академічного театру драми і комедії на лівому березі Дніпра.
Зустрічається з українським актором Дмитром Соловйовим.

## Творчість

### Театр
- З цією виставою щось не так − Сандра, Флоренс Коллімур; реж. М. Михайличенко
- VIÑO − Гостя
- Батько − Лора; реж. Стас Жирков
- Близькість − Аліса; реж. Тамара Трунова
- Поїхати не можна залишитися − Лєна; реж. Таня Губрій
- Море... Ніч... Свічки... − Рита; реж. Едуард Митницький
- Ідеальна пара − Бріжжіт, коханка Бернара; реж. Володимир Цивінський
- Моменти/Momenti; реж. Маттео Спіацці
- Хлібне перемир'я − Дівчина 1; реж. Стас Жирков

Джерело: https://drama-comedy.kiev.ua/collective/anastasiya-ivanyuk/.

### Фільмографія
| Рік  |        | Назва                      | Роль       |
| ---- | ------ | -------------------------- | ---------- |
| 2019 | серіал | Розтин покаже              |            |
| 2019 | серіал | Папік                      | Саприкіна  |
| 2019 | серіал | Сильна жінка               | Соня Бойко |
| 2020 | серіал | Життя прекрасне            | Еліна      |
| 2020 | серіал | Швидка                     | Рита       |
| 2021 | серіал | Все не випадково           | Віка       |
| 2021 | серіал | Ромео і Джульєтта з Черкас | Лєра       |
| 2021 | серіал | Різниця у віці             | Поліна     |
| 2022 | серіал | Дрімтім                    |            |
| 2023 | серіал | Потяг                      | Поліна     |
| 2024 | серіал | Примарна спадщина          | Оля        |
| 2024 | серіал | Зв'язок                    | Іванка     |
| 2024 | серіал | Прикордонники              | Оксана     |
| 2024 | серіал | Ліки від минулого          | Аліна      |
| 2025 | фільм  | Потяг у 31 грудня          | Соломія    |

## Цікаві факти
В 2018 році брала участь у зйомках кліпу на пісню Плакала гурту KAZKA. Анастасія пройшла онлайн-відбір (конкурс на кращий кавер або фан-відео пісні «Плакала») та потрапила до списку дванадцяти дівчат і жінок, яких запросили на зйомки. За сценарієм у кожної із них була своя чутлива історія, яка змушувала плакати.

Ця подія в її житті стала настільки особливою, що пізніше вона зізналася:
Дівчина [...] зазнала неймовірних почуттів, коли дізналася про майбутні зйомки, адже це її улюблена пісня.